# Malicious (film, 1995)
Pour les articles homonymes, voir Malicious.
Pour plus de détails, voir Fiche technique et Distribution.
Malicious est un film canadien, sorti en 1995.

## Fiche technique
- Titre : Malicious
- Réalisation : Ian Corson
- Scénario : George Saunders
- Photographie : Michael Slovis
- Musique : Graeme Coleman
- Pays d'origine : Canada
- Format : Couleurs - 1,33:1
- Genre : Thriller érotique
- Durée : 92 minutes
- Date de sortie : 1995

## Distribution
- Molly Ringwald : Melissa Nelson
- John Vernon : Détective Pronzini
- Patrick McGaw (en) : Doug Gordon
- Mimi Kuzyk : Mme Gordon
- Sarah Lassez : Laura
- Jerry Wasserman : Détective
- Jay Brazeau : Le vieux
- Will Sasso : Le mec lourd